# Unturned
Unturned je free to play hra o přežití vyvinutá studiem Smartly Dressed Games, kterou tvoří výhradně kanadský herní designér Nelson Sexton. V červenci 2017 byla vydána pro Microsoft Windows, macOS a Linux. Unturned umožňuje hráčům ve hře vytvářet vlastní mapy prostřednictvím editoru. Pomocí herního enginu Unity lze vytvářet také kosmetiku a mody, na Steam workshopu lze tyto výtvory publikovat, v listopadu 2020 hra vyšla také pro PlayStation 4 a Xbox One.

## Hratelnost
Hra Unturned nabízí několik různých herních režimů, které se skládají ze stejného základního konceptu přežít útok zombie. Hra má také několik nastavení obtížnosti.
V režimu přežití se vaše postava objeví na herní mapě s oblečením, které odpovídají zvoleným dovednostem. Hráči musí na mapě najít zbraně a zásoby, aby přežili v boji proti zombie. Jak hráč postupuje hrou, získává zkušenostní body, které pak může použít na vylepšení své postavy. Režim přežití je k dispozici také ve hře pro více hráčů. Cílem je přežít, ale hráči se mohou spojit nebo bojovat proti sobě. Hráči si musí udržovat zdraví, zásoby jídla, vody a hlídat si úroveň radiace. Po zasažením od zombie nebo vstupem do zóny smrti je hráč zasažen radiací, pokud nemá protiradiační ochranu. Možnost hry pro více hráčů vytvořila platformu pro více druhů her, jako je přežití, roleplay, kreativita, paintball apod. Ve hře je možnost získat kosmetické předměty, jako je oblečení, efekty pro svou postavu atd. Hráči si mohou zakoupit klíče, kufříky a další předměty na trhu služby Steam. Hra podporuje využití Steam workshopu pro přidání vlastních předmětů, vozidel, brnění a zbraní, které buď vylepšují nebo mění základní zážitek hry. Mnoho populárních map vytvořených uživateli je opatřeno kurátory. Mnoho vlastních skinů pro předměty v základní hře je přidáváno s aktualizacemi.
Ve hře je k dispozici několik map. Herní režim Arena je určen pouze pro více hráčů. Hráči se objevují uprostřed mapy s roztroušenými zásobami a zbraněmi. Vítězem se stává poslední přeživší nebo poslední tým. Hráči mohou zemřít v důsledku zabití jinými hráči nebo překročením hranice mapy. Ve hře se také objevují užitečné předměty, jako je brnění, nástavce ke zbraním a 3 typy ozdravovacích předmětů. Tyto předměty jsou nezbytné, protože hra obsahuje mechaniku vykrvácení, která může hráče bez zdravotnických potřeb vyřadit. Ve hře se objevují vozidla, která mohou hráčům umožnit vyhnout se okraji mapy nebo zabít ostatní hráče. Režim arény poskytuje týmům obrovskou výhodu. Vzhledem k tomu, že zde nejsou oddělené režimy sólo/četa, budou proti sobě stát sólo hráči a týmy, které si mohou vzájemně pomáhat. Hra nevyžaduje, aby týmy bojovaly proti sobě, takže může vyhrát více hráčů. Hráči, kteří chtějí vytvořit tým, se musí připojit ke sdílené skupině ve službě Steam. Mapy arén také obsahují skryté easter eggy a tajná místa, která mohou hráči pomoci v boji.

### Příběh
Příběh hry je rozprostřen na všech mapách. Na mapě Washington se nachází laboratoř patřící společnosti známé jako Scorpion-7. Uvnitř budovy, ve sklepě, jsou kanystry se zombiemi, z nichž jeden je rozbitý. Lze také najít omluvný vzkaz, podle kterého se zdá, že pisatel byl napaden dříve, než vzkaz dokončil. Předpokládá se, že tato laboratoř byla nulovým bodem pro začátek epidemie. Přesný původ a příčina epidemie zůstává nejasná, ale silně naznačuje, že virus byl neúmyslně vytvořen při výzkumu biologických zbraní, který společnost prováděla, a epidemie byla způsobena únikem testovaného subjektu z jejich izolátoru. Na začátku hry není známo, jak dlouho epidemie probíhá. Hráč je představen jako jeden z mála přeživších, odtud název hry „Unturned“, který odkazuje na myšlenku, že se hráč „neproměnil“ v zombie. Hráč může pomáhat Koalici, organizaci bojující proti epidemii a vyhledávající další přeživší, může plnit úkoly, aby Koalici pomohl, ale protože hra nemá skutečnou kampaň, není učiněn žádný krok k tomu, aby se hráč epidemie zbavil nebo ji vyléčil. Ve hře pro jednoho hráče se kromě bezpečných zón nevyskytují žádní další hráči ani lidské NPC.

## Vývoj
Hru Unturned vytvořil Nelson Sexton, nezávislý vývojář z kanadského Calgary. V době prvního vydání Unturned mu bylo pouhých šestnáct let. Sexton začal svou kariéru na Robloxu, kde vytvořil dvě v té době nejpopulárnější hry na této platformě, Battlefield a Deadzone. Deadzone byla hra o přežití se zombie podobná hře Unturned. Ani jedna z Nelsonových původních her se na Robloxu dnes nenachází, obě byly znepřístupněny díky zahlcení Robloxu replikami obou velmi her a bezpečnostním problémům. Než se hra Unturned objevila na Steamu, hrála se ve webových prohlížečích a oficiálně byla známá jako „Unturned 1.0“. Původně byla hra Unturned 6. května 2014 zařazena do služby Steam Greenlight jako 'Unturned 2.0'. 28. května 2014 byla úspěšně odhlasována komunitou služby Steam. Poté, co byla hra Unturned přijata, prošla o několik verzí později výraznými změnami a stala se známou jako „Unturned 3.0“, což je současná verze dostupná veřejnosti. Krátce poté byla hra oficiálně uvolněna z předběžného přístupu 7. července 2017.
Nelson Sexton v současné době vyvíjí novější verzi hry, která je známá jako „Unturned 2“, „Unturned II“ nebo „Unturned 4.0“. Tato verze je kompletně vyvíjena od základu v Unreal Engine a Sexton potvrdil, že bude zdarma, stejně jako všechny předchozí verze Unturned. Tato verze je v současné době k dispozici jako samostatné demo hry na Steamu pro ty, kteří mají v Unturned odehráno více než 1250 hodin.